# سیارک ۸۴۱
سیارک ۸۴۱ (به انگلیسی: 841 Arabella، نامگذاری:1916AL) هشتصد و چهل و یکمین سیارک کشف شده‌است که در ۱ اکتبر ۱۹۱۶ و در هایدلبرگ کشف شد.
قدر مطلق سیارک برابر ۱۲٫۹۲ است.